# Bývalá okresní spořitelna v Raspenavě
Bývalá okresní spořitelna v Raspenavě je administrativní budova zbudovaná na severu České republiky, ve Frýdlantském výběžku Libereckého kraje. Reprezentativní novorenesanční patrová budova vznikla v roce 1890 jako sídlo „Frýdlantské okresní spořitelny v Raspenavě“ (Friedländer Bezirk-Sparcassa in Raspenau). Budovu navrhl architekt a stavitel Adolf Bürger z Liberce, stavbu řídil další liberecký architekt a stavitel Julius Keil. Objekt po válce sloužil jako školní budova a v devadesátých letech jako ubytovna. Od 7. dubna 1966 je kulturní památkou.

## Popis
Budova na obdélníkovém půdorysu má nízkou valbovou střechu. V hlavním průčelí obráceném k silnici je rizalit s pěti okny a představenými sloupy nesoucími kladí. Přízemí a nároží jsou ozdobeny bosáží. Ke klasicistnímu portálu ve formě edikuly vede schodiště se zdobným kovovým zábradlím. Budova je oplocena dobovým železným mřížovým plotem.
V přízemí budovy se nacházela čekárna, kancelář, pokladna, ředitelna a byt správce, v prvním patře zasedací sál, šatnu, archiv a jeden úřednický byt.

## Historie okresní spořitelny

### Založení
Podnět k založení okresní spořitelny dal velkoprůmyslník Josef Anton Richter z Raspenavy a velkostatkáři Bernard Herrmann a Franz Simon z Kunratic, kteří chtěli na Frýdlantsku vybudovat bezpečný finanční ústav pro obce, místní podnikatele i jednotlivce. Dne 16. února 1873 se konalo zakládající shromáždění a dne 2. března 1873 byla spořitelna úředně otevřena tehdejším okresním hejtmanem Josefem Pirklem v domě č. 231 v Raspenavě, který patřil Josefu Antonu Richterovi.
Rozhodnutí vybudovat vlastní sídlo okresní spořitelny bylo přijato 10. prosince 1889. Stavba podle návrhu Adolfa Bürgera byla započata na jaře 1890 pod vedením Julia Keila. Dne 30. listopadu 1890 byl položen závěrečný kámen a 30. března 1891 se spořitelna do nového sídla nastěhovala. Náklady na zřízení dosáhly kolem 115 000 korun. 

### Fungování
První vrchním ředitelem spořitelny byl zakladatel a podporovatel Josef Anton Richter, který ji pětadvacet let až do své smrti v květnu 1898 vedl tak, aby obcím frýdlantského okresu poskytovala podporu v plnění veřejných úkolů a obecně prospěšných snah. Pod jeho vedením spořitelna rychle vyrostla v úspěšnou instituci, která od roku 1880 rozdělovala obcím ve formě podílů na zisku významné obnosy pro obecně prospěšné účely. 

### Zapojení obcí

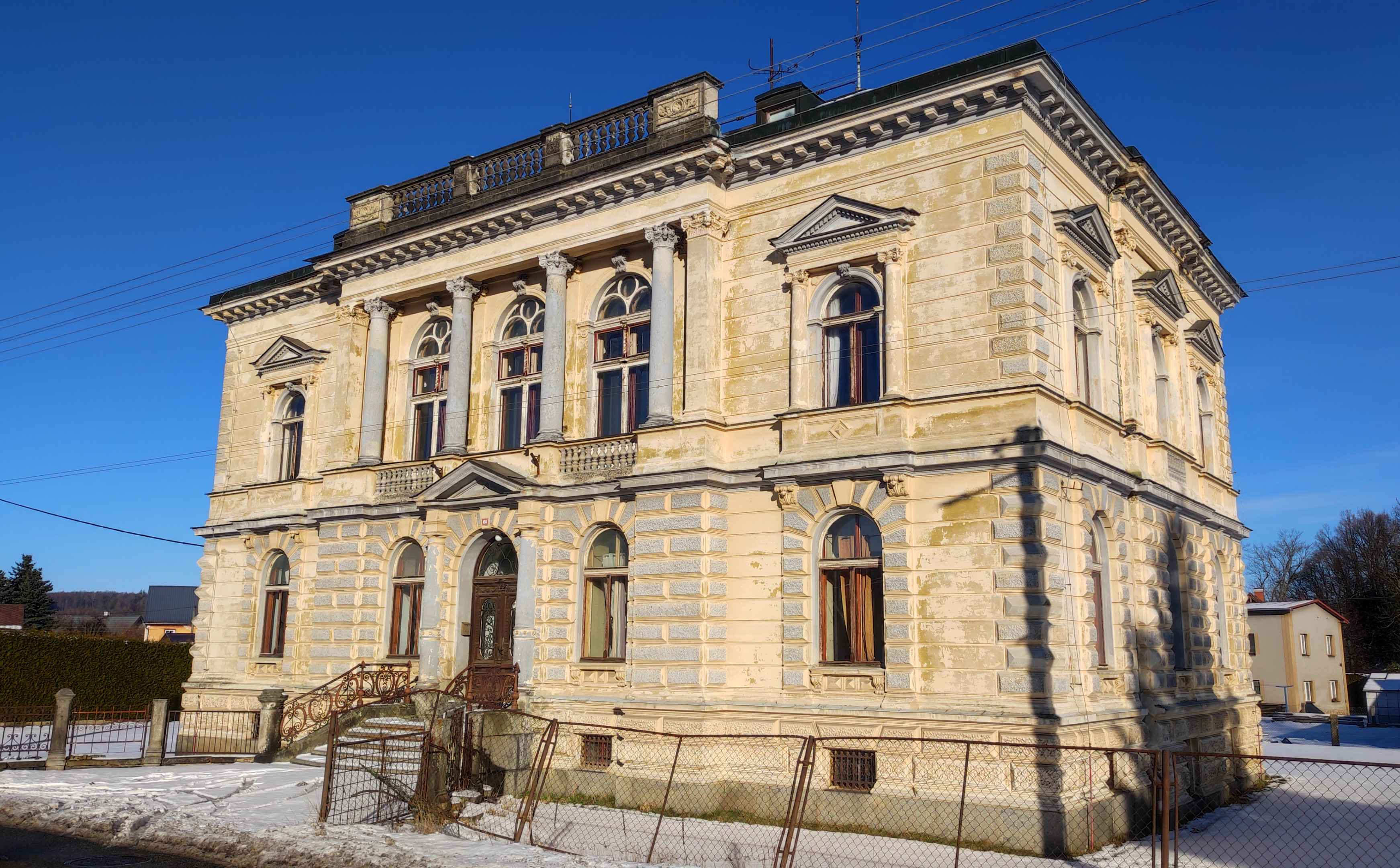
Budova bývalé spořitelny v Raspenavě v lednu 2024

Do garančního fondu spořitelny vložilo své finance 26 obcí okresu, mezi nimi obce Horní Řasnice, Bulovka, Boleslav, Dětřichov, Dětřichovec, Habartice, Hejnice, Heřmanice, Kunratice, Lázně Libverda, Ludvíkov pod Smrkem, Luh, Lužec, Nové Město pod Smrkem, Dolní Pertoltice, Horní Pertoltice, Oldříš, Raspenava, Větrov, Dolní Řasnice, Černousy, Višňová, Bílý Potok, Ves, Srbská a Poustka. Těmto obcím byl neomezeně a nezměnitelně postoupen podíl z čistého zisku podniku podle míry výše základního kapitálu z jejich obvodu pocházejícího – zcela lhostejno, zda pochází od obce samotné, nebo korporací nebo jednotlivců. Uspořené peníze, přijaté spořitelnou činily v letech 1873 až 1913 celkem 77 486 803,60 korun, úroky připsané vkladatelům celkem 14 657 743,92 korun, splácení těchto 67 318 369,18 korun. Celkový peněžní obrat se vyšplhal na 480 454 036,49 korun. Okresní spořitelna věnovala zvláštní pozornost pozvednutí smyslu pro spoření, které podporovala zavedením denního úročení na spořitelních vkladech a vydáváním výpravných dárkových spořících knížek. 

### Zvelebování zapojených obcí
Vyplácením podílů na zisku spořitelna přispěla k výstavbě či vylepšení silnic, cest, mostů a lávek, ke zřízení hasičské zbrojnice, márnice, izolace, hřbitova, školy, vodovodu a vodojemu, na pouliční osvětlení, pořízení hasičských zařízení a k podpoře místních chudých. Tyto výdaje na veřejné účely by bez úspěšné činnosti spořitelny zatěžovaly obecní hospodaření a musely by být vybírány od obyvatel jako obecní poplatky. 

### Pobočky
Okresní spořitelna měla kromě hlavního ústavu v Raspenavě pobočky v Novém Městě pod Smrkem (od roku 1874) a ve Frýdlantě (od roku 1875). Od roku 1908 nesla spořitelna na základě svolení c. k místodržitelství jméno „Okresní spořitelna v Raspenavě v Čechách“ (Bezirk-Sparcassa in Raspenau i. Bohmen).

### Poválečné využití
Po válce budova sloužila pro školní výuku a v devadesátých letech jako ubytovna.